# Viminella
Viminella is een geslacht van neteldieren uit de klasse van de Anthozoa (bloemdieren).

## Soorten
- Viminella alba (Thomson & Henderson, 1906)
- Viminella anomala (Simpson, 1910)
- Viminella crassa (Grasshoff, 1999)
- Viminella erythraea (Kükenthal, 1914)
- Viminella flagellum (Johnson, 1863)
- Viminella furcata (Hickson)
- Viminella glabra (Grasshoff, 1999)
- Viminella hicksoni (Simpson, 1910)
- Viminella hystrix (Valenciennes, 1855)
- Viminella juncelloides (Stiasny, 1938)
- Viminella petila (Grasshoff, 1999)
- Viminella profunda (Wright & Studer, 1889)
- Viminella rossa (Grasshoff, 1999)
- Viminella sanctaecrusis (Duchassaing & Michelotti, 1864)
- Viminella verrucosa (Simpson, 1910)